# 陈晓锦
陈晓锦（1950年—），广东潮安人，中国语言学家，主要研究粤、客、闽方言，海外汉语方言。任暨南大学文学院中文系和汉语方言研究中心教授，博士研究生导师，暨南大学汉语方言研究中心海外汉语方言研究室主任。2008年倡议发起并主办了首届海外汉语方言国际学术研讨会。